# Lagidium viscacia moreni
La vizcacha de la sierra o chinchillón (Lagidium viscacia moreni) es la subespecie más austral de entre todas las que componen la especie Lagidium viscacia, un roedor de la familia de las chinchillas. Se distribuye en el sur del Cono Sur de Sudamérica.

## Taxonomía
Esta subespecie fue descrita originalmente como una especie plena en el año 1897 por el mastozoólogo británico Michael Rogers Oldfield Thomas, bajo la combinación científica de Lagidium moreni.
En 1940, J. R. Ellerman la combinó como Lagidium viscaccia moreni, un nombre ortográficamente incorrecto.
Holotipo
El holotipo designado es el catalogado como: B.M.96.10.7.7. Se trata de una hembra adulta, la que fue depositada en el Museo Británico y luego transferida al Museo de Historia Natural, de Londres.
Localidad tipo
La localidad tipo referida es: “colinas cerca de Chubut, Patagonia”. Si bien en un principio se pensó que podría haber sido recogido “en las colinas de Chubut Oriental” o en proximidades del río Chubut, posteriormente se consideró como “localidad típica desconocida”, ya que Chubut es una provincia de un tamaño considerable y no hay evidencia en cuanto a dónde el ejemplar pudo haber sudo capturado.
Etimología
Etimológicamente, el término subespecífico moreni es un epónimo que refiere al apellido de la persona a quien fue dedicada, el científico, naturalista, conservacionista, político, botánico, explorador y geógrafo argentino Francisco Pascasio Moreno, en agradecimiento por haberle proporcionado al autor el ejemplar tipo.
Caracterización y relaciones filogenéticas
La ubicación sistemática y relaciones respecto a otras poblaciones aún distan de estar clarificadas, divergiendo los distintos autores en sus consideraciones. Por ejemplo, para Oliver P. Pearson, este taxón sería una subespecie de una especie austral, que también incluiría a L. v. boxi como subespecie típica y a L. v. somuncurensis.

## Distribución
Esta subespecie se distribuye de manera endémica en la Patagonia; habita en la provincia de Chubut, aunque no se conoce con certeza su exacta distribución, si bien el área noroeste provincial es ocupada por otra subespecie (Lagidium viscacia boxi).
Se cree que pertenecen a este taxón las poblaciones del sudoeste del Chubut; posiblemente alcanza también a habitar en el extremo noroeste de Santa Cruz.
También es citada para Chile.

## Características
Este taxón es un roedor grande, de tamaño aproximadamente similar a L. v. boxi.
La longitud de la cabeza más el cuerpo es de 480 mm; la de la “mano” 102 mm; la de la oreja 72 mm.
La cabeza es corta y redondeada, grandes ojos oscuros y orejas siempre erectas, más bien cortas, de bordes blancos y cubiertas dorsalmente de fino pelo de color marrón. A ambos lados del hocico exhibe muy largas vibrisas, rígidas, negras, las que apuntan hacia abajo y hacia atrás. 
Posee un pelaje suave, denso y lanoso, el cual exhibe un patrón cromático dorsal (incluida la cabeza) gris ceniza pálido o plateado, sin sufusión amarillenta, más claro que Lagidium v. boxi. Contrasta con el color dorsal una raya vertebral longitudinal de color más oscuro que va desde la cruz hasta la cintura, está bien marcada pero menos que en Lagidium v. boxi.
Ventralmente es bien anteado amarillo (con límite neto con el gris de la parte posterior y los lados), muy diferente a Lagidium v. boxi que ventralmente solo el pelaje del área genital es amarillo (formando una mancha marcada), el resto es oliva grisáceo claro.
Vientre amarillo,  
Todas sus extremidades tienen 4 dedos; las almohadillas plantares son las únicas zonas desnudas de pelaje de todo su cuerpo. Las patas anteriores son más cortas, y sus débiles uñas no le sirven para cavar. Las posteriores son mayores y cuentan con fuerte musculatura y largos pies, que le permite escapar de sus predadores saltando entre las rocas. Los pies de las 4 extremidades son blancos (con un tinte anteado débil), muy diferentes de los de Lagidium v. boxi que son oscuros, con pelos canosos gris-marrones.
La cola es alargada y está cubierta por pelos largos, los que en su parte dorsal muestran mayor longitud y rigidez, concluyendo en su extremo en un mechón con forma de pincel. Los del lado inferior son negros; los del lado superior son blancos y negros entremezclados.  
Respecto de Lagidium v. moreni, presenta además, importantes diferencias craneales, entre las que se encuentran el tener el cráneo más largo, el hocico menos amplio, los nasales menos inflados, etc.

## Historia natural
Los aspectos de su historia de vida se desconocen por completo, por lo que solo es posible hacer proyecciones sobre la base de lo que se conoce en otras subespecies.  
Conservación
Solo se conoce el material que sirvió para su descripción.